# Colletes edentulus
Colletes edentulus är en biart som beskrevs av Noskiewicz 1936. Colletes edentulus ingår i släktet sidenbin, och familjen korttungebin. Inga underarter finns listade i Catalogue of Life.